# Elecciones regionales de Arequipa de 2022
Las elecciones regionales de Arequipa de 2022 se llevaron a cabo el 2 de octubre de 2022 para elegir al gobernador regional, al vicegobernador regional y al Consejo Regional para el periodo 2023-2027. La elección se celebró simultáneamente con elecciones regionales y municipales (provinciales y distritales) en todo el Perú.

## Sistema electoral
El Gobierno Regional de Arequipa es el órgano administrativo y de gobierno del departamento de Arequipa. Está compuesto por el gobernador regional, el vicegobernador regional y el Consejo Regional.
La votación se realiza en base al sufragio universal, que comprende a todos los ciudadanos nacionales mayores de dieciocho años, empadronados y residentes en el departamento de Arequipa y en pleno goce de sus derechos políticos.
El gobernador y vicegobernador regional son elegidos por sufragio directo. Para que un candidato sea proclamado ganador debe obtener no menos de 30 % de votos válidos. En caso ningún candidato logre ese porcentaje en la primera vuelta electoral, los dos candidatos más votados participan en una segunda vuelta o balotaje. No hay reelección inmediata de gobernadores regionales.
El Consejo Regional de Arequipa está compuesto por 14 consejeros elegidos por sufragio directo para un período de cuatro (4) años. La votación es por lista cerrada y bloqueada. Cada provincia del departamento de Arequipa constituye una circunscripción electoral. Se asigna a la lista ganadora los escaños según el método d'Hondt. La distribución y el número de consejeros regionales es la siguiente:
| Circunscripción                      | Escaños | Mapa |
| ------------------------------------ | ------- | ---- |
| Arequipa                             | 4       |      |
| Castilla, Caylloma y La Unión        | 2       |      |
| Camaná, Caravelí, Condesuyos e Islay | 1       |      |

## Composición del Consejo Regional de Arequipa
La siguiente tabla muestra la composición del Consejo Regional de Arequipa antes de las elecciones.
| Partidos | Partidos                             | Consejeros |
| -------- | ------------------------------------ | ---------- |
|          | Arequipa - Unidos por el Gran Cambio | 4          |
|          | Arequipa Renace                      | 3          |
|          | Arequipa Transformación              | 2          |
|          | Alianza para el Progreso             | 2          |
|          | Fuerza Arequipeña                    | 1          |
|          | Juntos por el Desarrollo de Arequipa | 1          |
|          | Acción Popular                       | 1          |

## Elecciones internas
Los partidos políticos realizaron la convocatoria a elecciones internas (15–22 de enero de 2022) para definir a los candidatos de sus organizaciones en listas cerradas y bloqueadas. Se sometieron a elección las candidaturas a:
- Gobernador y vicegobernador regional de Arequipa (2 candidaturas).
- Consejo Regional de Arequipa (14 candidaturas).

Existen dos modalidades para la organización de las elecciones internas:
- Modalidad de elección directa: con voto universal, libre, voluntario, igual, directo y secreto de los afiliados. Fue la modalidad utilizada por Juntos por el Desarrollo de Arequipa,[5] Movimiento Regional Arequipa Avancemos,[6] Alianza para el Progreso,[7] Somos Perú[8] y el Partido Morado.[9] Las elecciones se realizaron el 15 de mayo de 2022.
- Modalidad de delegados: a través de delegados previamente elegidos mediante voto universal, libre, voluntario, igual, directo y secreto de los afiliados. Será la modalidad utilizada por Arequipa - Unidos por el Gran Cambio,[10] Fuerza Arequipeña,[11] Perú Libre,[12] Arequipa Tradición y Futuro,[13] Juntos por el Perú,[14] Avanza País,[15] Movimiento Regional Revalora,[16] Yo Arequipa,[10] Renovación Popular[17] y Frente de la Esperanza.[18] Las elecciones se realizaron el 22 de mayo de 2022.

## Partidos y candidatos
A continuación se muestra una lista de los principales partidos y alianzas electorales que participarán en las elecciones:
| Candidatura | Candidatura | Partidos y alianzas                                 | Candidatos | Candidatos                 | Ideología                                                           | Resultado previo | Resultado previo | Ref.          |
| Candidatura | Candidatura | Partidos y alianzas                                 | Candidatos | Candidatos                 | Ideología                                                           | Votos (%)        | Con.             | Ref.          |
| ----------- | ----------- | --------------------------------------------------- | ---------- | -------------------------- | ------------------------------------------------------------------- | ---------------- | ---------------- | ------------- |
|             | AUGC        | Lista - Arequipa - Unidos por el Gran Cambio (AUGC) |            | Jorge Suclla Medina        | Regionalismo arequipeño                                             | 18.51%           | 4                | [ 19 ]        |
|             | FA          | Lista - Fuerza Arequipeña (FA)                      |            | Marco Falconí Picardo      | Regionalismo arequipeño                                             | 10.67%           | 1                | [ 19 ]        |
|             | AA          | Lista - Movimiento Regional Arequipa Avancemos (AA) |            | Héctor Herrera Herrera     | Regionalismo arequipeño                                             | 4.73%            | 0                | [ 20 ] [ 21 ] |
|             | APP         | Lista - Alianza para el Progreso (APP)              |            | Lily Juárez Salazar        | Liberalismo económico Conservadurismo liberal Populismo de derecha  | 3.44%            | 2                | [ 19 ]        |
|             | SP          | Lista - Somos Perú (SP)                             |            | Rosario Paredes Eyzaguirre | Democracia cristiana Conservadurismo social                         | 1.05%            | 0                | [ 20 ] [ 22 ] |
|             | PL          | Lista - Perú Libre (PL)                             |            | Vladimir Huaranca Tejada   | Socialismo del siglo XXI Marxismo-leninismo Mariateguismo           | 0.93%            | 0                | [ 19 ]        |
|             | JP          | Lista - Juntos por el Perú (JP)                     |            | Fernando Zeballos Patrón   | Socialismo democrático Progresismo                                  | Nuevo            | Nuevo            | [ 20 ]        |
|             | AvP         | Lista - Avanza País (AvP)                           |            | Dolores Corimanya Sicha    | Conservadurismo liberal Neoliberalismo                              | Nuevo            | Nuevo            | [ 19 ]        |
|             | PM          | Lista - Partido Morado (PM)                         |            | José Díaz Contreras        | Centrismo Republicanismo Progresismo                                | Nuevo            | Nuevo            | [ 19 ]        |
|             | RP          | Lista - Renovación Popular (RP)                     |            | Mildred Follana Álvarez    | Ultraconservadurismo Fundamentalismo cristiano Populismo de derecha | Nuevo            | Nuevo            | [ 19 ]        |
|             | FE          | Lista - Frente de la Esperanza (FE)                 |            | María Vásquez Calle        | Reformismo                                                          | Nuevo            | Nuevo            | [ 19 ]        |
|             | ATF         | Lista - Arequipa Tradición y Futuro (ATF)           |            | Javier Ísmodes Talavera    | Regionalismo arequipeño                                             | Nuevo            | Nuevo            | [ 20 ] [ 23 ] |
|             | R           | Lista - Movimiento Regional Revalora (R)            |            | Miluska Olivera Mogrovejo  | Regionalismo arequipeño                                             | Nuevo            | Nuevo            | [ 24 ]        |
|             | Yo Arequipa | Lista - Yo Arequipa (Yo Arequipa)                   |            | Rohel Sánchez Sánchez      | Regionalismo arequipeño                                             | Nuevo            | Nuevo            | [ 20 ] [ 25 ] |

## Campaña

### Debates electorales
| Fecha            | Organizador                             | Sede                                                            | P Presente S Sustituto A Ausente NI No invitado | P Presente S Sustituto A Ausente NI No invitado          | P Presente S Sustituto A Ausente NI No invitado          | P Presente S Sustituto A Ausente NI No invitado | P Presente S Sustituto A Ausente NI No invitado | P Presente S Sustituto A Ausente NI No invitado | P Presente S Sustituto A Ausente NI No invitado | P Presente S Sustituto A Ausente NI No invitado | P Presente S Sustituto A Ausente NI No invitado | P Presente S Sustituto A Ausente NI No invitado | P Presente S Sustituto A Ausente NI No invitado | P Presente S Sustituto A Ausente NI No invitado | P Presente S Sustituto A Ausente NI No invitado | P Presente S Sustituto A Ausente NI No invitado | Ref.   |    |    |    |        |
| ---------------- | --------------------------------------- | --------------------------------------------------------------- | ----------------------------------------------- | -------------------------------------------------------- | -------------------------------------------------------- | ----------------------------------------------- | ----------------------------------------------- | ----------------------------------------------- | ----------------------------------------------- | ----------------------------------------------- | ----------------------------------------------- | ----------------------------------------------- | ----------------------------------------------- | ----------------------------------------------- | ----------------------------------------------- | ----------------------------------------------- | ------ | -- | -- | -- | ------ |
| Fecha            | Organizador                             | Sede                                                            | 11 de agosto                                    | Radio Exitosa                                            | Radio Exitosa (Arequipa, Arequipa)                       | NI                                              | NI                                              | P Herrera                                       | NI                                              | NI                                              | NI                                              | P Ísmodes                                       | NI                                              | NI                                              | NI                                              | P Sánchez                                       | Ref.   | NI | NI | NI |        |
| Fecha            | Organizador                             | Sede                                                            | 17 de septiembre                                | Sindicato Único de Trabajadores de la Educación del Perú | Sindicato Único de Trabajadores de la Educación del Perú | P Suclla                                        | A                                               | P Herrera                                       | NI                                              | P Paredes                                       | NI                                              | P Ísmodes                                       | P Zeballos                                      | NI                                              | NI                                              | A                                               | Ref.   | NI | NI | NI | [ 26 ] |
| 21 de septiembre | Congreso Anual sobre la Región Arequipa | Cámara de Comercio e Industria de Arequipa (Arequipa, Arequipa) | NI                                              | P Falconí                                                | P Herrera                                                | NI                                              | NI                                              | NI                                              | P Ísmodes                                       | NI                                              | NI                                              | NI                                              | A                                               | NI                                              | NI                                              | NI                                              | [ 27 ] |    |    |    |        |
| 23 de septiembre | Jurado Nacional de Elecciones           | Colegio de Abogados de Arequipa (Arequipa, Arequipa)            | P Suclla                                        | P Falconí                                                | P Herrera                                                | P Juárez                                        | P Paredes                                       | P Huaranc.                                      | P Ísmodes                                       | P Zeballos                                      | S Portocar.                                     | P Olivera                                       | P Sánchez                                       | P Díaz                                          | P Follana                                       | P Vásquez                                       | [ 28 ] |    |    |    |        |

## Sondeos de opinión
Las siguientes tablas enumeran las estimaciones de la intención de voto en orden cronológico inverso, mostrando las más recientes primero y utilizando las fechas en las que se realizó el trabajo de campo de la encuesta. Cuando se desconocen las fechas del trabajo de campo, se proporciona la fecha de publicación.
Leyenda:
     Sondeo realizado en el periodo de prohibición legal de la difusión de sondeos de intención de voto.

### Intención de voto
La siguiente tabla enumera las estimaciones ponderadas (sin incluir votos en blanco y nulos) de la intención de voto.
| Encuestadora/Medio            | Fecha             | Muestra | Rohel Sánchez | Javier Ísmodes | Héctor Herrera | Marco Falconí | Vladimir Huara. | Miluska Olivera | Lily Juárez | Jorge Suclla | Fernando Zeballos | Dolores Corima. | Rosario Paredes | Dif. |  |  |  |  |
| ----------------------------- | ----------------- | ------- | ------------- | -------------- | -------------- | ------------- | --------------- | --------------- | ----------- | ------------ | ----------------- | --------------- | --------------- | ---- |  |  |  |  |
| Encuestadora/Medio            | Fecha             | Muestra |               |                |                |               |                 |                 |             |              |                   |                 |                 |      |  |  |  |  |
| Elecciones regionales de 2022 | 2 oct 2022        | —       | 38.4          | 18.3           | 15.2           | 7.5           | 3.7             | 3.0             | 3.0         | 2.1          | 2.0               | 1.7             | 1.7             | 20.1 |  |  |  |  |
|                               |                   |         |               |                |                |               |                 |                 |             |              |                   |                 |                 |      |  |  |  |  |
| Ipsos Perú/América            | 2 oct 2022        | ?       | 37.5          | 19.7           | 14.0           | 7.2           | –               | –               | –           | –            | –                 | –               | –               | 17.8 |  |  |  |  |
| Ipsos Perú/América            | 2 oct 2022        | ?       | 38.3          | 22.1           | 12.0           | 8.9           | –               | –               | –           | –            | –                 | –               | –               | 16.2 |  |  |  |  |
| Radio Yavarí                  | 2 oct 2022        | 4092    | 44.2          | 21.5           | 13.7           | 5.2           | 2.5             | –               | –           | –            | –                 | –               | –               | 22.7 |  |  |  |  |
| R&L Asociados/Viral           | 23–24 sep 2022    | 1000    | 19.4          | 16.7           | 12.7           | 12.9          | –               | 9.8             | –           | 6.8          | 7.3               | –               | 6.4             | 2.7  |  |  |  |  |
| CMI/Sin Fronteras             | 23–24 sep 2022    | 511     | 25.8          | 23.2           | 11.4           | 6.6           | –               | –               | –           | 7.8          | –                 | –               | –               | 2.6  |  |  |  |  |
| Radio Yaraví                  | 18 sep 2022       | ?       | 37.3          | 20.5           | 20.2           | 8.4           | 4.0             | 2.8             | 2.2         | 0.6          | 0.9               | 1.2             | 1.2             | 16.8 |  |  |  |  |
| Cpemcep                       | 17–18 sep 2022    | 1790    | 21.8          | 21.2           | 13.8           | 6.9           | –               | 11.1            | 7.3         | 4.5          | –                 | –               | 2.5             | 0.4  |  |  |  |  |
| Grupo Ricuy                   | 17–18 sep 2022    | 1535    | 19.9          | 19.6           | 17.3           | 13.7          | –               | 8.7             | 11.5        | –            | –                 | –               | 4.1             | 0.3  |  |  |  |  |
| Abba Consultores              | 16–18 sep 2022    | 600     | 37.2          | 21.1           | 16.1           | 8.4           | –               | –               | –           | 3.4          | –                 | –               | –               | 16.1 |  |  |  |  |
| iConn Perú                    | 12–13 sep 2022    | 567     | 23.8          | 19.6           | 21.9           | 12.3          | –               | 5.0             | 7.6         | –            | –                 | –               | –               | 1.9  |  |  |  |  |
| Diario Viral                  | 9–10 sep 2022     | 1400    | 16.4          | 19.7           | 13.3           | 13.6          | –               | 10.5            | –           | 7.8          | 7.2               | –               | 6.9             | 3.3  |  |  |  |  |
| Datum Internacional/CCIA      | 3–8 sep 2022      | 504     | 31.1          | 18.2           | 18.2           | 12.1          | 1.3             | 2.4             | 4.3         | 2.9          | 0.9               | 4.0             | 1.6             | 12.9 |  |  |  |  |
| CMI/Sin Fronteras             | 3–4 sep 2022      | 511     | 24.8          | 22.4           | 12.8           | 8.4           | –               | –               | –           | 6.0          | –                 | –               | –               | 2.4  |  |  |  |  |
| Diario Viral                  | 2–3 sep 2022      | 1400    | 18.1          | 19.6           | 14.0           | 14.2          | –               | 8.9             | –           | 5.1          | 8.3               | –               | 6.7             | 1.5  |  |  |  |  |
| Cpemcep                       | 1 sep 2022        | 1790    | 17.7          | 20.9           | 12.5           | 7.6           | –               | 11.6            | 7.8         | 7.0          | –                 | –               | 3.3             | 3.2  |  |  |  |  |
| R&L Asociados/Viral           | 26–27 ago 2022    | 1200    | 18.4          | 19.6           | 13.0           | 14.6          | –               | 7.8             | –           | 5.1          | 8.3               | –               | 6.3             | 1.2  |  |  |  |  |
| Diario Viral                  | 13–14 ago 2022    | 1400    | 19.1          | 20.2           | 13.5           | 13.8          | –               | 8.5             | –           | 5.2          | 5.4               | –               | 7.3             | 1.1  |  |  |  |  |
| Opinión & Punto               | 11–13 ago 2022    | 1500    | 19.7          | 25.3           | 20.2           | –             | –               | 11.9            | –           | –            | –                 | –               | –               | 5.1  |  |  |  |  |
| CMI/Sin Fronteras             | 6–7 ago 2022      | 511     | 20.8          | 29.7           | 10.3           | –             | –               | –               | –           | 6.5          | –                 | –               | 10.9            | 8.9  |  |  |  |  |
| Cpemcep                       | 3–4 ago 2022      | 1790    | 18.0          | 18.9           | 14.1           | 7.4           | –               | 9.6             | 6.1         | –            | –                 | –               | 2.9             | 0.9  |  |  |  |  |
| R&L Asociados/Viral           | 1–2 ago 2022      | 1200    | 20.2          | 21.0           | 13.3           | 13.8          | –               | 6.1             | –           | 3.4          | 5.2               | –               | 7.0             | 0.8  |  |  |  |  |
| Diario Viral                  | 21–22 jul 2022    | 1200    | 20.1          | 20.6           | 12.3           | 10.9          | –               | 8.6             | –           | –            | –                 | –               | 6.5             | 0.5  |  |  |  |  |
| Diario Viral                  | 14–15 jul 2022    | 1400    | 20.0          | 19.4           | 13.0           | 10.5          | –               | 7.9             | –           | –            | 4.2               | –               | 5.6             | 0.6  |  |  |  |  |
| Cpemcep                       | 2–3 jul 2022      | 1790    | 17.7          | 18.3           | 14.7           | 9.0           | –               | 4.7             | 1.4         | –            | –                 | –               | 2.7             | 0.6  |  |  |  |  |
| CMI/Sin Fronteras             | 2–3 jul 2022      | 511     | 17.0          | 34.2           | 24.8           | –             | –               | –               | –           | –            | –                 | –               | –               | 9.4  |  |  |  |  |
| R&L Asociados/Viral           | 30 jun–1 jul 2022 | 1200    | 23.0          | 21.3           | 14.5           | 8.6           | –               | 3.6             | –           | –            | 4.0               | –               | 5.9             | 1.7  |  |  |  |  |
| Diario Viral                  | 23–24 jun 2022    | 700     | 23.7          | 19.3           | 15.9           | 9.4           | –               | 6.8             | –           | –            | 3.6               | –               | 5.6             | 4.4  |  |  |  |  |
| Cpemcep                       | 1–2 jun 2022      | 1790    | 14.4          | 18.8           | 16.3           | 11.5          | –               | 3.6             | 2.2         | –            | –                 | –               | 1.3             | 2.5  |  |  |  |  |
| Cpemcep                       | 30 abr–1 may 2022 | 1790    | 15.7          | 18.5           | 13.3           | 10.2          | –               | 2.7             | 5.2         | –            | –                 | –               | 2.0             | 2.8  |  |  |  |  |
| CMI                           | 30 abr–1 may 2022 | 511     | 11.3          | 30.7           | 25.4           | –             | –               | –               | –           | –            | –                 | –               | –               | 5.3  |  |  |  |  |
| Cpemcep                       | 2–3 abr 2022      | 1260    | 16.4          | 19.5           | 14.6           | –             | –               | 3.1             | –           | –            | –                 | –               | –               | 3.1  |  |  |  |  |
| Cpemcep                       | 28 feb–1 mar 2022 | 1260    | 10.7          | 18.7           | 18.1           | –             | –               | 4.0             | –           | –            | –                 | –               | –               | 0.6  |  |  |  |  |
| CMI/CNT Noticias              | 19–20 feb 2022    | 511     | 10.7          | 32.5           | 19.8           | –             | –               | –               | –           | –            | –                 | –               | –               | 12.7 |  |  |  |  |
| Cpemcep                       | 1–2 feb 2022      | 1260    | 12.4          | 20.1           | 21.5           | –             | –               | 4.4             | –           | –            | –                 | –               | –               | 1.4  |  |  |  |  |
| Cpemcep                       | 29–30 dic 2021    | 1050    | 10.5          | 18.0           | 18.7           | –             | –               | 2.6             | –           | –            | –                 | –               | –               | 0.7  |  |  |  |  |
| Cpemcep                       | 29–30 nov 2021    | 1150    | 13.0          | 20.5           | 18.1           | –             | –               | –               | –           | –            | –                 | –               | –               | 2.4  |  |  |  |  |
| CMI/CNT Noticias              | 6–7 nov 2021      | 511     | 19.7          | 27.3           | 22.3           | –             | –               | –               | –           | –            | –                 | –               | –               | 5.0  |  |  |  |  |
| Cpemcep                       | 31 oct–1 nov 2021 | 1260    | 15.6          | 21.1           | 18.4           | –             | –               | –               | –           | –            | –                 | –               | –               | 2.7  |  |  |  |  |
| Cpemcep                       | 4–5 oct 2021      | 1260    | 13.0          | 22.3           | 16.2           | –             | –               | –               | –           | –            | –                 | –               | –               | 6.1  |  |  |  |  |
| CMI/CNT Noticias              | 1–3 oct 2021      | 511     | 15.6          | 23.1           | 11.6           | –             | –               | –               | –           | –            | –                 | –               | –               | 7.5  |  |  |  |  |
| CMI                           | 27–28 ago 2021    | 511     | 7.4           | 22.0           | –              | –             | –               | –               | –           | –            | –                 | –               | –               | 14.6 |  |  |  |  |
| Cpemcep                       | 19–20 ago 2021    | 700     | 3.1           | 18.5           | 12.8           | –             | –               | –               | –           | –            | –                 | –               | –               | 5.7  |  |  |  |  |

### Preferencias de voto
La siguiente tabla enumera las preferencias de voto en bruto (incluyendo blancos, viciados y sin respuesta) y no ponderadas.
| Encuestadora/Medio            | Fecha             | Muestra | Rohel Sánchez | Javier Ísmodes | Héctor Herrera | Marco Falconí | Vladimir Huara. | Miluska Olivera | Lily Juárez | Jorge Suclla | Fernando Zeballos | Dolores Corima. | Rosario Paredes | B/V  | NS/NO | Dif. |  |  |  |  |
| ----------------------------- | ----------------- | ------- | ------------- | -------------- | -------------- | ------------- | --------------- | --------------- | ----------- | ------------ | ----------------- | --------------- | --------------- | ---- | ----- | ---- |  |  |  |  |
| Encuestadora/Medio            | Fecha             | Muestra |               |                |                |               |                 |                 |             |              |                   |                 |                 |      |       |      |  |  |  |  |
| Elecciones regionales de 2022 | 2 oct 2022        | —       | 31.3          | 14.9           | 12.4           | 6.1           | 3.0             | 2.5             | 2.5         | 1.7          | 1.6               | 1.4             | 1.4             | 18.5 | –     | 16.4 |  |  |  |  |
|                               |                   |         |               |                |                |               |                 |                 |             |              |                   |                 |                 |      |       |      |  |  |  |  |
| Radio Yavarí                  | 2 oct 2022        | 4092    | 37.5          | 18.2           | 11.6           | 4.4           | 2.1             | –               | –           | –            | –                 | –               | –               | 15.1 | –     | 19.3 |  |  |  |  |
| R&L Asociados/Viral           | 23–24 sep 2022    | 1000    | 15.5          | 13.3           | 10.1           | 10.3          | –               | 7.8             | –           | 5.4          | 5.8               | –               | 5.1             | –    | 20.2  | 2.2  |  |  |  |  |
| CMI/Sin Fronteras             | 23–24 sep 2022    | 511     | 20.6          | 18.5           | 9.1            | 5.3           | –               | –               | –           | 6.2          | –                 | –               | –               | –    | 20.2  | 2.1  |  |  |  |  |
| Radio Yaraví                  | 18 sep 2022       | ?       | 15.4          | 8.5            | 8.4            | 3.5           | 1.7             | 1.2             | 0.9         | 0.3          | 0.4               | 0.5             | 0.5             | 22.2 | 36.4  | 6.9  |  |  |  |  |
| Cpemcep                       | 17–18 sep 2022    | 1790    | 16.8          | 16.4           | 10.6           | 5.3           | –               | 8.6             | 5.6         | 3.5          | –                 | –               | 1.9             | –    | 22.9  | 0.4  |  |  |  |  |
| Grupo Ricuy                   | 17–18 sep 2022    | 1535    | 14.8          | 14.5           | 12.8           | 10.1          | –               | 6.5             | 8.6         | –            | –                 | –               | 3.1             | –    | 25.9  | 0.3  |  |  |  |  |
| Abba Consultores              | 16–18 sep 2022    | 600     | 25.8          | 14.7           | 11.2           | 5.8           | –               | –               | –           | 2.3          | –                 | –               | –               | 14.7 | 15.8  | 11.1 |  |  |  |  |
| iConn Perú                    | 12–13 sep 2022    | 567     | 15.0          | 12.4           | 13.8           | 7.8           | –               | 3.2             | 4.8         | –            | –                 | –               | –               | –    | 37.0  | 1.2  |  |  |  |  |
| Diario Viral                  | 9–10 sep 2022     | 1400    | 12.8          | 15.4           | 10.4           | 10.6          | –               | 8.2             | –           | 6.1          | 5.6               | –               | 5.4             | –    | 21.8  | 2.6  |  |  |  |  |
| Datum Internacional/CCIA      | 3–8 sep 2022      | 504     | 23.0          | 13.5           | 13.5           | 8.9           | 1.0             | 1.8             | 3.2         | 2.2          | 0.6               | 3.0             | 1.2             | 25.9 | –     | 9.5  |  |  |  |  |
| Datum Internacional/CCIA      | 3–8 sep 2022      | 504     | 23.6          | 14.3           | 10.1           | 6.2           | 1.2             | 1.8             | 2.2         | 2.4          | 1.2               | 2.0             | 1.6             | 15.4 | 14.8  | 9.3  |  |  |  |  |
| CMI/Sin Fronteras             | 3–4 sep 2022      | 511     | 18.6          | 16.8           | 9.6            | 6.3           | –               | –               | –           | 4.5          | –                 | –               | –               | 24.9 | –     | 1.8  |  |  |  |  |
| Diario Viral                  | 2–3 sep 2022      | 1400    | 13.2          | 14.3           | 10.2           | 10.4          | –               | 6.5             | –           | 3.7          | 6.1               | –               | 4.9             | –    | 26.9  | 1.1  |  |  |  |  |
| Cpemcep                       | 1 sep 2022        | 1790    | 13.7          | 16.2           | 9.7            | 5.9           | –               | 9.0             | 6.0         | 5.4          | –                 | –               | 2.6             | –    | 22.7  | 2.5  |  |  |  |  |
| R&L Asociados/Viral           | 26–27 ago 2022    | 1200    | 13.7          | 14.6           | 9.7            | 10.9          | –               | 5.8             | –           | 3.8          | 6.2               | –               | 4.7             | –    | 25.4  | 0.9  |  |  |  |  |
| Diario Viral                  | 13–14 ago 2022    | 1400    | 11.7          | 12.4           | 8.3            | 8.5           | –               | 5.2             | –           | 3.2          | 3.3               | –               | 4.5             | –    | 38.6  | 0.7  |  |  |  |  |
| Opinión & Punto               | 11–13 ago 2022    | 1500    | 7.8           | 10.0           | 8.0            | –             | –               | 4.7             | –           | –            | –                 | –               | –               | –    | 60.4  | 2.0  |  |  |  |  |
| CMI/Sin Fronteras             | 6–7 ago 2022      | 511     | 9.9           | 14.1           | 4.9            | –             | –               | –               | –           | 3.1          | –                 | –               | 5.2             | –    | 52.5  | 4.2  |  |  |  |  |
| Cpemcep                       | 3–4 ago 2022      | 1790    | 13.5          | 14.1           | 10.6           | 5.5           | –               | 7.2             | 4.5         | –            | –                 | –               | 2.2             | –    | 25.1  | 0.6  |  |  |  |  |
| R&L Asociados/Viral           | 1–2 ago 2022      | 1200    | 12.3          | 12.8           | 8.1            | 8.4           | –               | 3.7             | –           | 2.1          | 3.2               | –               | 4.3             | –    | 39.0  | 0.5  |  |  |  |  |
| Diario Viral                  | 21–22 jul 2022    | 1200    | 11.4          | 11.7           | 7.0            | 6.2           | –               | 4.9             | –           | –            | –                 | –               | 3.7             | –    | 43.2  | 0.3  |  |  |  |  |
| Diario Viral                  | 14–15 jul 2022    | 1400    | 11.4          | 11.1           | 7.4            | 6.0           | –               | 4.5             | –           | –            | 2.4               | –               | 3.2             | –    | 42.9  | 0.3  |  |  |  |  |
| Cpemcep                       | 2–3 jul 2022      | 1790    | 12.3          | 12.7           | 10.2           | 6.3           | –               | 3.3             | 1.0         | –            | 1.9               | –               | –               | –    | 30.4  | 0.4  |  |  |  |  |
| CMI/Sin Fronteras             | 2–3 jul 2022      | 511     | 7.4           | 14.9           | 10.8           | –             | –               | –               | –           | –            | –                 | –               | –               | –    | 56.4  | 4.1  |  |  |  |  |
| R&L Asociados/Viral           | 30 jun–1 jul 2022 | 1200    | 12.1          | 11.2           | 7.6            | 4.5           | –               | 1.9             | –           | –            | 2.1               | –               | 3.1             | –    | 47.5  | 0.9  |  |  |  |  |
| Diario Viral                  | 23–24 jun 2022    | 700     | 11.8          | 9.6            | 7.9            | 4.7           | –               | 3.4             | –           | –            | 1.8               | –               | 2.8             | –    | 50.2  | 2.2  |  |  |  |  |
| Cpemcep                       | 1–2 jun 2022      | 1790    | 9.1           | 11.9           | 10.3           | 7.3           | –               | 2.3             | 1.4         | –            | –                 | –               | 0.8             | –    | 36.9  | 1.6  |  |  |  |  |
| Cpemcep                       | 30 abr–1 may 2022 | 1790    | 8.7           | 10.2           | 7.3            | 5.6           | –               | 1.5             | 2.9         | –            | –                 | –               | 1.1             | –    | 45.0  | 1.5  |  |  |  |  |
| CMI                           | 30 abr–1 may 2022 | 511     | 5.1           | 13.9           | 11.5           | –             | –               | –               | –           | –            | –                 | –               | –               | –    | 54.7  | 2.4  |  |  |  |  |
| Cpemcep                       | 2–3 abr 2022      | 1260    | 9.4           | 12.6           | 10.6           | –             | –               | 2.0             | –           | –            | –                 | –               | –               | –    | 35.2  | 2.0  |  |  |  |  |
| Cpemcep                       | 28 feb–1 mar 2022 | 1260    | 6.6           | 11.5           | 11.2           | –             | –               | 2.5             | –           | –            | –                 | –               | –               | –    | 38.3  | 0.3  |  |  |  |  |
| CMI/CNT Noticias              | 19–20 feb 2022    | 511     | 4.5           | 13.6           | 8.3            | –             | –               | –               | –           | –            | –                 | –               | –               | –    | 58.1  | 5.3  |  |  |  |  |
| Cpemcep                       | 1–2 feb 2022      | 1260    | 6.4           | 10.2           | 11.0           | –             | –               | 2.2             | –           | –            | –                 | –               | –               | –    | 49.0  | 0.8  |  |  |  |  |
| Cpemcep                       | 29–30 dic 2021    | 1050    | 5.7           | 9.8            | 10.2           | –             | –               | 1.4             | –           | –            | –                 | –               | –               | –    | 45.7  | 0.4  |  |  |  |  |
| Cpemcep                       | 29–30 nov 2021    | 1150    | 9.0           | 10.2           | 6.4            | –             | –               | –               | –           | –            | –                 | –               | –               | –    | 50.4  | 1.2  |  |  |  |  |
| CMI/CNT Noticias              | 6–7 nov 2021      | 511     | 9.1           | 12.6           | 10.3           | –             | –               | –               | –           | –            | –                 | –               | –               | –    | 53.8  | 2.3  |  |  |  |  |
| Cpemcep                       | 31 oct–1 nov 2021 | 1260    | 9.1           | 10.4           | 7.7            | –             | –               | –               | –           | –            | –                 | –               | –               | –    | 50.7  | 1.3  |  |  |  |  |
| Cpemcep                       | 4–5 oct 2021      | 1260    | 7.2           | 9.9            | 5.8            | –             | –               | –               | –           | –            | –                 | –               | –               | –    | 55.6  | 2.7  |  |  |  |  |
| CMI/CNT Noticias              | 1–3 oct 2021      | 511     | 8.2           | 12.1           | 6.1            | –             | –               | –               | –           | –            | –                 | –               | –               | –    | 47.6  | 3.9  |  |  |  |  |
| CMI                           | 27–28 ago 2021    | 511     | 2.1           | 6.2            | –              | –             | –               | –               | –           | –            | –                 | –               | –               | –    | 71.8  | 4.1  |  |  |  |  |
| Cpemcep                       | 19–20 ago 2021    | 700     | 6.3           | 9.1            | 1.5            | –             | –               | –               | –           | –            | –                 | –               | –               | –    | 51.0  | 2.8  |  |  |  |  |

## Resultados

### Gobierno Regional de Arequipa
|                      | Rohel Sánchez Sánchez      | Yo Arequipa (Yo Arequipa)                   | 293,522   | 38.40 |  |  |  |
|                      | Javier Ísmodes Talavera    | Arequipa Tradición y Futuro (ATF)           | 139,693   | 18.28 |  |  |  |
|                      | Héctor Herrera Herrera     | Movimiento Regional Arequipa Avancemos (AA) | 116,035   | 15.18 |  |  |  |
|                      | Marco Falconí Picardo      | Fuerza Arequipeña (FA)                      | 57,179    | 7.48  |  |  |  |
|                      | Vladimir Huaranca Tejada   | Perú Libre (PL)                             | 28,483    | 3.73  |  |  |  |
|                      | Miluska Olivera Mogrovejo  | Movimiento Regional Revalora (R)            | 23,145    | 3.03  |  |  |  |
|                      | Lily Juárez Salazar        | Alianza para el Progreso (APP)              | 23,107    | 3.02  |  |  |  |
|                      | Jorge Suclla Medina        | Arequipa - Unidos por el Gran Cambio (AUGC) | 16,300    | 2.13  |  |  |  |
|                      | Fernando Zeballos Patrón   | Juntos por el Perú (JP)                     | 14,919    | 1.95  |  |  |  |
|                      | Dolores Corimanya Sicha    | Avanza País (AvP)                           | 13,205    | 1.73  |  |  |  |
|                      | Rosario Paredes Eyzaguirre | Somos Perú (SP)                             | 12,805    | 1.68  |  |  |  |
|                      | María Vásquez Calle        | Frente de la Esperanza (FE)                 | 11,697    | 1.53  |  |  |  |
|                      | Mildred Follana Álvarez    | Renovación Popular (RP)                     | 9,584     | 1.25  |  |  |  |
|                      | José Díaz Contreras        | Partido Morado (PM)                         | 4,644     | 0.61  |  |  |  |
|                      |                            |                                             |           |       |  |  |  |
| Total                | Total                      | Total                                       | 764,318   |       |  |  |  |
|                      |                            |                                             |           |       |  |  |  |
| Votos válidos        | Votos válidos              | Votos válidos                               | 764,318   | 81.50 |  |  |  |
| Votos en blanco      | Votos en blanco            | Votos en blanco                             | 85,514    | 9.12  |  |  |  |
| Votos nulos          | Votos nulos                | Votos nulos                                 | 87,934    | 9.38  |  |  |  |
| Votos emitidos       | Votos emitidos             | Votos emitidos                              | 937,766   | 80.64 |  |  |  |
| Abstenciones         | Abstenciones               | Abstenciones                                | 225,201   | 19.36 |  |  |  |
| Votantes registrados | Votantes registrados       | Votantes registrados                        | 1,162,967 |       |  |  |  |
|                      |                            |                                             |           |       |  |  |  |
| Fuente:              |                            |                                             |           |       |  |  |  |

### Consejo Regional de Arequipa

#### Sumario general
|                                                                                                 |                                             |              |              |              |         |         |  |
| Partidos y coaliciones                                                                          | Partidos y coaliciones                      | Voto popular | Voto popular | Voto popular | Escaños | Escaños |  |
| Partidos y coaliciones                                                                          | Partidos y coaliciones                      | Votos        | %            | ±pp          | Total   | +/−     |  |
|                                                                                                 | Yo Arequipa (Yo Arequipa)                   | 202,233      | 28.18        | Nuevo        | 6       | +6      |  |
|                                                                                                 | Arequipa Tradición y Futuro (ATF)           | 108,280      | 15.09        | n/a          | 3       | +3      |  |
|                                                                                                 | Movimiento Regional Arequipa Avancemos (AA) | 102,420      | 14.27        | +8.55        | 4       | +4      |  |
|                                                                                                 | Juntos por el Desarrollo de Arequipa (JDA)  | 68,129       | 9.49         | +1.23        | 0       | –1      |  |
|                                                                                                 | Fuerza Arequipeña (FA)                      | 57,186       | 7.97         | –1.70        | 1       | ±0      |  |
|                                                                                                 | Perú Libre (PL)1                            | 30,025       | 4.18         | +3.34        | 0       | ±0      |  |
|                                                                                                 | Alianza para el Progreso (APP)              | 25,843       | 3.60         | –2.30        | 0       | –2      |  |
|                                                                                                 | Movimiento Regional Revalora (R)            | 23,414       | 3.26         | Nuevo        | 0       | ±0      |  |
|                                                                                                 | Juntos por el Perú (JP)                     | 21,630       | 3.01         | Nuevo        | 0       | ±0      |  |
|                                                                                                 | Avanza País (AvP)                           | 21,441       | 2.99         | Nuevo        | 0       | ±0      |  |
|                                                                                                 | Arequipa - Unidos por el Gran Cambio (AUGC) | 16,938       | 2.36         | –11.01       | 0       | –4      |  |
|                                                                                                 | Frente de la Esperanza (FE)                 | 14,930       | 2.08         | Nuevo        | 0       | ±0      |  |
|                                                                                                 | Somos Perú (SP)                             | 14,205       | 1.98         | +0.14        | 0       | ±0      |  |
|                                                                                                 | Renovación Popular (RP)                     | 10,983       | 1.53         | Nuevo        | 0       | ±0      |  |
|                                                                                                 |                                             |              |              |              |         |         |  |
| Total                                                                                           | Total                                       | 717,657      |              |              | 14      | ±0      |  |
|                                                                                                 |                                             |              |              |              |         |         |  |
| Votos válidos                                                                                   | Votos válidos                               | 717,657      | 76.53        | +5.39        |         |         |  |
| Votos en blanco                                                                                 | Votos en blanco                             | 132,519      | 14.13        | –0.89        |         |         |  |
| Votos nulos                                                                                     | Votos nulos                                 | 87,590       | 9.34         | –4.50        |         |         |  |
| Votos emitidos                                                                                  | Votos emitidos                              | 937,766      | 80.64        | –2.78        |         |         |  |
| Abstenciones                                                                                    | Abstenciones                                | 225,201      | 19.36        | +2.78        |         |         |  |
| Votantes registrados                                                                            | Votantes registrados                        | 1,162,967    |              |              |         |         |  |
|                                                                                                 |                                             |              |              |              |         |         |  |
| Fuente:                                                                                         |                                             |              |              |              |         |         |  |
| Notas al pie: 1 Comparado con los resultados de Perú Libertario (PL) en las elecciones de 2018. |                                             |              |              |              |         |         |  |
| Notas al pie:                                                                                   |                                             |              |              |              |         |         |  |
| 1 Comparado con los resultados de Perú Libertario (PL) en las elecciones de 2018.               |                                             |              |              |              |         |         |  |

#### Resultados por provincia
| Provincia  | YA       | YA   | ATF  | ATF  | AA   | AA   | JDA  | JDA  | FA   | FA  | PL  | PL  | APP  | APP | R    | R   | JP   | JP  | AvP | AvP |   |
| Provincia  | %        | E    | %    | E    | %    | E    | %    | E    | %    | E   | %   | E   | %    | E   | %    | E   | %    | E   | %   | E   |   |
| ---------- | -------- | ---- | ---- | ---- | ---- | ---- | ---- | ---- | ---- | --- | --- | --- | ---- | --- | ---- | --- | ---- | --- | --- | --- | - |
| Provincia  | Arequipa | 29.4 | 2    | 15.4 | 1    | 14.9 | 1    | 10.9 | –    | 6.7 | –   | 3.8 | –    | 3.1 | –    | 2.7 | –    | 2.3 | –   | 3.5 | – |
| Camaná     | 28.4     | 1    | 16.8 | –    | 3.8  | –    |      |      | 19.5 | –   | 5.5 | –   | 1.5  | –   | 8.3  | –   | 3.9  | –   | 0.5 | –   |   |
| Caravelí   | 23.4     | –    | 30.4 | 1    |      |      |      |      | 5.3  | –   | 4.2 | –   | 12.6 | –   | 2.8  | –   | 4.8  | –   | 1.5 | –   |   |
| Castilla   | 28.4     | 1    | 14.4 | –    | 15.6 | 1    | 2.2  | –    | 9.6  | –   | 3.8 | –   | 8.2  | –   | 13.1 | –   | 1.4  | –   | 0.8 | –   |   |
| Caylloma   | 21.4     | 1    | 10.5 | –    | 10.5 | –    | 10.7 | –    | 14.8 | 1   | 6.7 | –   | 6.4  | –   | 4.3  | –   | 5.3  | –   | 1.1 | –   |   |
| Condesuyos | 18.5     | –    | 26.9 | 1    | 15.7 | –    | 17.2 | –    | 10.9 | –   | 3.1 | –   | 3.7  | –   | 1.3  | –   | 0.3  | –   | 0.3 | –   |   |
| Islay      | 22.8     | 1    | 3.9  | –    | 21.4 | –    |      |      | 8.9  | –   | 6.8 | –   | 4.3  | –   | 3.4  | –   | 13.6 | –   | 2.1 | –   |   |
| La Unión   | 14.1     | –    | 16.3 | –    | 41.6 | 2    |      |      | 10.6 | –   | 0.9 | –   | 4.3  | –   | 0.6  | –   | 2.8  | –   | 3.1 | –   |   |
| Total      | 28.2     | 6    | 15.1 | 3    | 14.3 | 4    | 9.5  | –    | 8.0  | 1   | 4.2 | –   | 3.6  | –   | 3.3  | –   | 3.0  | –   | 3.0 | –   |   |

Arequipa
| Partidos y coaliciones                                                                          | Partidos y coaliciones                      | Voto popular | Voto popular | Voto popular | Escaños | Escaños |  |
| Partidos y coaliciones                                                                          | Partidos y coaliciones                      | Votos        | %            | ±pp          | Total   | +/−     |  |
| ----------------------------------------------------------------------------------------------- | ------------------------------------------- | ------------ | ------------ | ------------ | ------- | ------- |  |
|                                                                                                 | Yo Arequipa (Yo Arequipa)                   | 166,659      | 29.42        | Nuevo        | 2       | +2      |  |
|                                                                                                 | Arequipa Tradición y Futuro (ATF)           | 87,053       | 15.37        | n/a          | 1       | +1      |  |
|                                                                                                 | Movimiento Regional Arequipa Avancemos (AA) | 84,270       | 14.87        | +8.23        | 1       | +1      |  |
|                                                                                                 | Juntos por el Desarrollo de Arequipa (JDA)  | 61,639       | 10.88        | +0.72        | 0       | –1      |  |
|                                                                                                 | Fuerza Arequipeña (FA)                      | 37,961       | 6.70         | –2.20        | 0       | ±0      |  |
|                                                                                                 | Perú Libre (PL)1                            | 21,683       | 3.83         | +2.84        | 0       | ±0      |  |
|                                                                                                 | Avanza País (AvP)                           | 19,583       | 3.46         | Nuevo        | 0       | ±0      |  |
|                                                                                                 | Alianza para el Progreso (APP)              | 17,389       | 3.07         | –1.50        | 0       | ±0      |  |
|                                                                                                 | Arequipa - Unidos por el Gran Cambio (AUGC) | 15,309       | 2.70         | –9.29        | 0       | –1      |  |
|                                                                                                 | Movimiento Regional Revalora (R)            | 15,205       | 2.68         | Nuevo        | 0       | ±0      |  |
|                                                                                                 | Juntos por el Perú (JP)                     | 12,775       | 2.25         | Nuevo        | 0       | ±0      |  |
|                                                                                                 | Frente de la Esperanza (FE)                 | 10,159       | 1.79         | Nuevo        | 0       | ±0      |  |
|                                                                                                 | Somos Perú (SP)                             | 8,587        | 1.52         | +0.33        | 0       | ±0      |  |
|                                                                                                 | Renovación Popular (RP)                     | 8,277        | 1.46         | Nuevo        | 0       | ±0      |  |
|                                                                                                 |                                             |              |              |              |         |         |  |
| Total                                                                                           | Total                                       | 566,549      |              |              | 4       | ±0      |  |
|                                                                                                 |                                             |              |              |              |         |         |  |
| Votos válidos                                                                                   | Votos válidos                               | 566,549      | 76.29        | +6.37        |         |         |  |
| Votos en blanco                                                                                 | Votos en blanco                             | 102,141      | 13.75        | –0.89        |         |         |  |
| Votos nulos                                                                                     | Votos nulos                                 | 73,964       | 9.96         | –5.48        |         |         |  |
| Votos emitidos                                                                                  | Votos emitidos                              | 742,654      | 81.65        | –2.67        |         |         |  |
| Abstenciones                                                                                    | Abstenciones                                | 166,939      | 18.35        | +2.67        |         |         |  |
| Votantes registrados                                                                            | Votantes registrados                        | 909,593      |              |              |         |         |  |
|                                                                                                 |                                             |              |              |              |         |         |  |
| Fuente:                                                                                         |                                             |              |              |              |         |         |  |
| Notas al pie: 1 Comparado con los resultados de Perú Libertario (PL) en las elecciones de 2018. |                                             |              |              |              |         |         |  |
| Notas al pie:                                                                                   |                                             |              |              |              |         |         |  |
| 1 Comparado con los resultados de Perú Libertario (PL) en las elecciones de 2018.               |                                             |              |              |              |         |         |  |

Camaná
| Partidos y coaliciones                                                                          | Partidos y coaliciones                      | Voto popular | Voto popular | Voto popular | Escaños | Escaños |  |
| Partidos y coaliciones                                                                          | Partidos y coaliciones                      | Votos        | %            | ±pp          | Total   | +/−     |  |
| ----------------------------------------------------------------------------------------------- | ------------------------------------------- | ------------ | ------------ | ------------ | ------- | ------- |  |
|                                                                                                 | Yo Arequipa (Yo Arequipa)                   | 8,942        | 28.43        | Nuevo        | 1       | +1      |  |
|                                                                                                 | Arequipa Tradición y Futuro (ATF)           | 5,272        | 16.76        | n/a          | 0       | ±0      |  |
|                                                                                                 | Fuerza Arequipeña (FA)                      | 6,142        | 19.53        | +4.09        | 0       | ±0      |  |
|                                                                                                 | Somos Perú (SP)                             | 3,005        | 9.55         | +9.21        | 0       | ±0      |  |
|                                                                                                 | Movimiento Regional Revalora (R)            | 2,619        | 8.33         | Nuevo        | 0       | ±0      |  |
|                                                                                                 | Perú Libre (PL)1                            | 1,727        | 5.49         | +5.24        | 0       | ±0      |  |
|                                                                                                 | Juntos por el Perú (JP)                     | 1,240        | 3.94         | Nuevo        | 0       | ±0      |  |
|                                                                                                 | Movimiento Regional Arequipa Avancemos (AA) | 1,198        | 3.81         | +2.71        | 0       | ±0      |  |
|                                                                                                 | Alianza para el Progreso (APP)              | 471          | 1.50         | –14.06       | 0       | ±0      |  |
|                                                                                                 | Frente de la Esperanza (FE)                 | 460          | 1.46         | Nuevo        | 0       | ±0      |  |
|                                                                                                 | Renovación Popular (RP)                     | 210          | 0.67         | Nuevo        | 0       | ±0      |  |
|                                                                                                 | Avanza País (AvP)                           | 171          | 0.54         | Nuevo        | 0       | ±0      |  |
|                                                                                                 |                                             |              |              |              |         |         |  |
| Total                                                                                           | Total                                       | 31,457       |              |              | 1       | ±0      |  |
|                                                                                                 |                                             |              |              |              |         |         |  |
| Votos válidos                                                                                   | Votos válidos                               | 31,457       | 81.20        | +0.51        |         |         |  |
| Votos en blanco                                                                                 | Votos en blanco                             | 4,703        | 12.14        | –0.10        |         |         |  |
| Votos nulos                                                                                     | Votos nulos                                 | 2,581        | 6.66         | –0.41        |         |         |  |
| Votos emitidos                                                                                  | Votos emitidos                              | 38,741       | 78.42        | –2.52        |         |         |  |
| Abstenciones                                                                                    | Abstenciones                                | 10,664       | 21.58        | +2.52        |         |         |  |
| Votantes registrados                                                                            | Votantes registrados                        | 49,405       |              |              |         |         |  |
|                                                                                                 |                                             |              |              |              |         |         |  |
| Fuente:                                                                                         |                                             |              |              |              |         |         |  |
| Notas al pie: 1 Comparado con los resultados de Perú Libertario (PL) en las elecciones de 2018. |                                             |              |              |              |         |         |  |
| Notas al pie:                                                                                   |                                             |              |              |              |         |         |  |
| 1 Comparado con los resultados de Perú Libertario (PL) en las elecciones de 2018.               |                                             |              |              |              |         |         |  |

Caravelí
| Partidos y coaliciones                                                                          | Partidos y coaliciones            | Voto popular | Voto popular | Voto popular | Escaños | Escaños |  |
| Partidos y coaliciones                                                                          | Partidos y coaliciones            | Votos        | %            | ±pp          | Total   | +/−     |  |
| ----------------------------------------------------------------------------------------------- | --------------------------------- | ------------ | ------------ | ------------ | ------- | ------- |  |
|                                                                                                 | Arequipa Tradición y Futuro (ATF) | 4,887        | 30.43        | n/a          | 1       | +1      |  |
|                                                                                                 | Yo Arequipa (Yo Arequipa)         | 3,752        | 23.37        | Nuevo        | 0       | ±0      |  |
|                                                                                                 | Alianza para el Progreso (APP)    | 2,024        | 12.60        | –12.32       | 0       | –1      |  |
|                                                                                                 | Renovación Popular (RP)           | 1,968        | 12.26        | Nuevo        | 0       | ±0      |  |
|                                                                                                 | Fuerza Arequipeña (FA)            | 849          | 5.29         | –8.20        | 0       | ±0      |  |
|                                                                                                 | Juntos por el Perú (JP)           | 768          | 4.78         | Nuevo        | 0       | ±0      |  |
|                                                                                                 | Perú Libre (PL)1                  | 678          | 4.22         | +4.15        | 0       | ±0      |  |
|                                                                                                 | Movimiento Regional Revalora (R)  | 442          | 2.75         | Nuevo        | 0       | ±0      |  |
|                                                                                                 | Somos Perú (SP)                   | 362          | 2.25         | n/a          | 0       | ±0      |  |
|                                                                                                 | Avanza País (AvP)                 | 241          | 1.50         | Nuevo        | 0       | ±0      |  |
|                                                                                                 | Frente de la Esperanza (FE)       | 87           | 0.54         | Nuevo        | 0       | ±0      |  |
|                                                                                                 |                                   |              |              |              |         |         |  |
| Total                                                                                           | Total                             | 16,058       |              |              | 1       | ±0      |  |
|                                                                                                 |                                   |              |              |              |         |         |  |
| Votos válidos                                                                                   | Votos válidos                     | 16,058       | 77.34        | +0.11        |         |         |  |
| Votos en blanco                                                                                 | Votos en blanco                   | 3,797        | 18.29        | +3.04        |         |         |  |
| Votos nulos                                                                                     | Votos nulos                       | 907          | 4.37         | –3.15        |         |         |  |
| Votos emitidos                                                                                  | Votos emitidos                    | 20,762       | 76.25        | –1.33        |         |         |  |
| Abstenciones                                                                                    | Abstenciones                      | 6,467        | 23.75        | +1.33        |         |         |  |
| Votantes registrados                                                                            | Votantes registrados              | 27,229       |              |              |         |         |  |
|                                                                                                 |                                   |              |              |              |         |         |  |
| Fuente:                                                                                         |                                   |              |              |              |         |         |  |
| Notas al pie: 1 Comparado con los resultados de Perú Libertario (PL) en las elecciones de 2018. |                                   |              |              |              |         |         |  |
| Notas al pie:                                                                                   |                                   |              |              |              |         |         |  |
| 1 Comparado con los resultados de Perú Libertario (PL) en las elecciones de 2018.               |                                   |              |              |              |         |         |  |

Castilla
| Partidos y coaliciones                                                                          | Partidos y coaliciones                      | Voto popular | Voto popular | Voto popular | Escaños | Escaños |  |
| Partidos y coaliciones                                                                          | Partidos y coaliciones                      | Votos        | %            | ±pp          | Total   | +/−     |  |
| ----------------------------------------------------------------------------------------------- | ------------------------------------------- | ------------ | ------------ | ------------ | ------- | ------- |  |
|                                                                                                 | Yo Arequipa (Yo Arequipa)                   | 4,295        | 27.14        | Nuevo        | 1       | +1      |  |
|                                                                                                 | Movimiento Regional Arequipa Avancemos (AA) | 2,475        | 15.64        | +14.54       | 1       | +1      |  |
|                                                                                                 | Arequipa Tradición y Futuro (ATF)           | 2,279        | 14.40        | n/a          | 0       | ±0      |  |
|                                                                                                 | Movimiento Regional Revalora (R)            | 2,068        | 13.07        | Nuevo        | 0       | ±0      |  |
|                                                                                                 | Fuerza Arequipeña (FA)                      | 1,523        | 9.62         | +2.07        | 0       | ±0      |  |
|                                                                                                 | Alianza para el Progreso (APP)              | 1,293        | 8.17         | –1.91        | 0       | ±0      |  |
|                                                                                                 | Perú Libre (PL)1                            | 599          | 3.78         | +3.41        | 0       | ±0      |  |
|                                                                                                 | Juntos por el Desarrollo de Arequipa (JDA)  | 346          | 2.19         | +0.03        | 0       | ±0      |  |
|                                                                                                 | Frente de la Esperanza (FE)                 | 308          | 1.95         | Nuevo        | 0       | ±0      |  |
|                                                                                                 | Juntos por el Perú (JP)                     | 218          | 1.38         | Nuevo        | 0       | ±0      |  |
|                                                                                                 | Avanza País (AvP)                           | 133          | 0.84         | Nuevo        | 0       | ±0      |  |
|                                                                                                 | Arequipa - Unidos por el Gran Cambio (AUGC) | 110          | 0.70         | –14.20       | 0       | ±0      |  |
|                                                                                                 | Renovación Popular (RP)                     | 109          | 0.69         | Nuevo        | 0       | ±0      |  |
|                                                                                                 | Somos Perú (SP)                             | 70           | 0.44         | –3.37        | 0       | ±0      |  |
|                                                                                                 |                                             |              |              |              |         |         |  |
| Total                                                                                           | Total                                       | 15,826       |              |              | 2       | ±0      |  |
|                                                                                                 |                                             |              |              |              |         |         |  |
| Votos válidos                                                                                   | Votos válidos                               | 15,826       | 79.77        | +2.03        |         |         |  |
| Votos en blanco                                                                                 | Votos en blanco                             | 2,912        | 14.68        | –1.84        |         |         |  |
| Votos nulos                                                                                     | Votos nulos                                 | 1,101        | 5.55         | –0.19        |         |         |  |
| Votos emitidos                                                                                  | Votos emitidos                              | 19,839       | 73.52        | –4.62        |         |         |  |
| Abstenciones                                                                                    | Abstenciones                                | 7,146        | 26.48        | +4.62        |         |         |  |
| Votantes registrados                                                                            | Votantes registrados                        | 26,985       |              |              |         |         |  |
|                                                                                                 |                                             |              |              |              |         |         |  |
| Fuente:                                                                                         |                                             |              |              |              |         |         |  |
| Notas al pie: 1 Comparado con los resultados de Perú Libertario (PL) en las elecciones de 2018. |                                             |              |              |              |         |         |  |
| Notas al pie:                                                                                   |                                             |              |              |              |         |         |  |
| 1 Comparado con los resultados de Perú Libertario (PL) en las elecciones de 2018.               |                                             |              |              |              |         |         |  |

Caylloma
| Partidos y coaliciones                                                                          | Partidos y coaliciones                      | Voto popular | Voto popular | Voto popular | Escaños | Escaños |  |
| Partidos y coaliciones                                                                          | Partidos y coaliciones                      | Votos        | %            | ±pp          | Total   | +/−     |  |
| ----------------------------------------------------------------------------------------------- | ------------------------------------------- | ------------ | ------------ | ------------ | ------- | ------- |  |
|                                                                                                 | Yo Arequipa (Yo Arequipa)                   | 9,664        | 21.36        | Nuevo        | 1       | +1      |  |
|                                                                                                 | Fuerza Arequipeña (FA)                      | 6,681        | 14.77        | +0.03        | 1       | +1      |  |
|                                                                                                 | Juntos por el Desarrollo de Arequipa (JDA)  | 4,861        | 10.74        | +8.39        | 0       | ±0      |  |
|                                                                                                 | Arequipa Tradición y Futuro (ATF)           | 4,754        | 10.51        | n/a          | 0       | ±0      |  |
|                                                                                                 | Movimiento Regional Arequipa Avancemos (AA) | 4,728        | 10.45        | +6.63        | 0       | ±0      |  |
|                                                                                                 | Perú Libre (PL)1                            | 3,031        | 6.70         | +5.98        | 0       | ±0      |  |
|                                                                                                 | Alianza para el Progreso (APP)              | 2,874        | 6.35         | –0.27        | 0       | ±0      |  |
|                                                                                                 | Juntos por el Perú (JP)                     | 2,411        | 5.33         | Nuevo        | 0       | ±0      |  |
|                                                                                                 | Movimiento Regional Revalora (R)            | 1,960        | 4.33         | Nuevo        | 0       | ±0      |  |
|                                                                                                 | Somos Perú (SP)                             | 1,539        | 3.40         | +1.65        | 0       | ±0      |  |
|                                                                                                 | Frente de la Esperanza (FE)                 | 1,059        | 2.34         | Nuevo        | 0       | ±0      |  |
|                                                                                                 | Arequipa - Unidos por el Gran Cambio (AUGC) | 808          | 1.79         | –30.19       | 0       | –2      |  |
|                                                                                                 | Avanza País (AvP)                           | 503          | 1.11         | Nuevo        | 0       | ±0      |  |
|                                                                                                 | Renovación Popular (RP)                     | 367          | 0.81         | Nuevo        | 0       | ±0      |  |
|                                                                                                 |                                             |              |              |              |         |         |  |
| Total                                                                                           | Total                                       | 45,240       |              |              | 2       | ±0      |  |
|                                                                                                 |                                             |              |              |              |         |         |  |
| Votos válidos                                                                                   | Votos válidos                               | 45,240       | 73.67        | –0.18        |         |         |  |
| Votos en blanco                                                                                 | Votos en blanco                             | 10,986       | 17.89        | +0.55        |         |         |  |
| Votos nulos                                                                                     | Votos nulos                                 | 5,184        | 8.44         | –0.37        |         |         |  |
| Votos emitidos                                                                                  | Votos emitidos                              | 61,410       | 78.13        | –3.95        |         |         |  |
| Abstenciones                                                                                    | Abstenciones                                | 17,193       | 21.87        | +3.95        |         |         |  |
| Votantes registrados                                                                            | Votantes registrados                        | 78,603       |              |              |         |         |  |
|                                                                                                 |                                             |              |              |              |         |         |  |
| Fuente:                                                                                         |                                             |              |              |              |         |         |  |
| Notas al pie: 1 Comparado con los resultados de Perú Libertario (PL) en las elecciones de 2018. |                                             |              |              |              |         |         |  |
| Notas al pie:                                                                                   |                                             |              |              |              |         |         |  |
| 1 Comparado con los resultados de Perú Libertario (PL) en las elecciones de 2018.               |                                             |              |              |              |         |         |  |

Condesuyos
| Partidos y coaliciones                                                                          | Partidos y coaliciones                      | Voto popular | Voto popular | Voto popular | Escaños | Escaños |  |
| Partidos y coaliciones                                                                          | Partidos y coaliciones                      | Votos        | %            | ±pp          | Total   | +/−     |  |
| ----------------------------------------------------------------------------------------------- | ------------------------------------------- | ------------ | ------------ | ------------ | ------- | ------- |  |
|                                                                                                 | Arequipa Tradición y Futuro (ATF)           | 2,008        | 26.88        | n/a          | 1       | +1      |  |
|                                                                                                 | Yo Arequipa (Yo Arequipa)                   | 1,383        | 18.52        | Nuevo        | 0       | ±0      |  |
|                                                                                                 | Juntos por el Desarrollo de Arequipa (JDA)  | 1,283        | 17.18        | +16.55       | 0       | ±0      |  |
|                                                                                                 | Movimiento Regional Arequipa Avancemos (AA) | 1,171        | 15.68        | +14.95       | 0       | ±0      |  |
|                                                                                                 | Fuerza Arequipeña (FA)                      | 811          | 10.86        | –7.03        | 0       | ±0      |  |
|                                                                                                 | Alianza para el Progreso (APP)              | 275          | 3.68         | –2.38        | 0       | ±0      |  |
|                                                                                                 | Perú Libre (PL)1                            | 235          | 3.15         | +3.08        | 0       | ±0      |  |
|                                                                                                 | Movimiento Regional Revalora (R)            | 94           | 1.26         | Nuevo        | 0       | ±0      |  |
|                                                                                                 | Arequipa - Unidos por el Gran Cambio (AUGC) | 86           | 1.15         | –27.49       | 0       | –1      |  |
|                                                                                                 | Somos Perú (SP)                             | 40           | 0.54         | –2.51        | 0       | ±0      |  |
|                                                                                                 | Frente de la Esperanza (FE)                 | 28           | 0.37         | Nuevo        | 0       | ±0      |  |
|                                                                                                 | Juntos por el Perú (JP)                     | 26           | 0.35         | Nuevo        | 0       | ±0      |  |
|                                                                                                 | Avanza País (AvP)                           | 19           | 0.25         | Nuevo        | 0       | ±0      |  |
|                                                                                                 | Renovación Popular (RP)                     | 10           | 0.13         | Nuevo        | 0       | ±0      |  |
|                                                                                                 |                                             |              |              |              |         |         |  |
| Total                                                                                           | Total                                       | 7,469        |              |              | 1       | ±0      |  |
|                                                                                                 |                                             |              |              |              |         |         |  |
| Votos válidos                                                                                   | Votos válidos                               | 7,469        | 79.88        | +0.08        |         |         |  |
| Votos en blanco                                                                                 | Votos en blanco                             | 1,281        | 13.70        | –1.11        |         |         |  |
| Votos nulos                                                                                     | Votos nulos                                 | 600          | 6.42         | +1.03        |         |         |  |
| Votos emitidos                                                                                  | Votos emitidos                              | 9,350        | 71.12        | –3.15        |         |         |  |
| Abstenciones                                                                                    | Abstenciones                                | 3,796        | 28.88        | +3.15        |         |         |  |
| Votantes registrados                                                                            | Votantes registrados                        | 13,146       |              |              |         |         |  |
|                                                                                                 |                                             |              |              |              |         |         |  |
| Fuente:                                                                                         |                                             |              |              |              |         |         |  |
| Notas al pie: 1 Comparado con los resultados de Perú Libertario (PL) en las elecciones de 2018. |                                             |              |              |              |         |         |  |
| Notas al pie:                                                                                   |                                             |              |              |              |         |         |  |
| 1 Comparado con los resultados de Perú Libertario (PL) en las elecciones de 2018.               |                                             |              |              |              |         |         |  |

Islay
| Partidos y coaliciones | Partidos y coaliciones                      | Voto popular | Voto popular | Voto popular | Escaños | Escaños |  |
| Partidos y coaliciones | Partidos y coaliciones                      | Votos        | %            | ±pp          | Total   | +/−     |  |
| ---------------------- | ------------------------------------------- | ------------ | ------------ | ------------ | ------- | ------- |  |
|                        | Yo Arequipa (Yo Arequipa)                   | 6,782        | 22.85        | Nuevo        | 1       | +1      |  |
|                        | Movimiento Regional Arequipa Avancemos (AA) | 6,341        | 21.36        | +18.15       | 0       | ±0      |  |
|                        | Juntos por el Perú (JP)                     | 4,039        | 13.61        | Nuevo        | 0       | ±0      |  |
|                        | Frente de la Esperanza (FE)                 | 2,709        | 9.13         | Nuevo        | 0       | ±0      |  |
|                        | Fuerza Arequipeña (FA)                      | 2,651        | 8.93         | +5.73        | 0       | ±0      |  |
|                        | Perú Libre (PL)                             | 2,021        | 6.81         | Nuevo        | 0       | ±0      |  |
|                        | Alianza para el Progreso (APP)              | 1,287        | 4.34         | +0.95        | 0       | ±0      |  |
|                        | Arequipa Tradición y Futuro (ATF)           | 1,152        | 3.88         | n/a          | 0       | ±0      |  |
|                        | Movimiento Regional Revalora (R)            | 996          | 3.36         | Nuevo        | 0       | ±0      |  |
|                        | Avanza País (AvP)                           | 627          | 2.11         | Nuevo        | 0       | ±0      |  |
|                        | Arequipa - Unidos por el Gran Cambio (AUGC) | 602          | 2.03         | –10.28       | 0       | ±0      |  |
|                        | Somos Perú (SP)                             | 475          | 1.60         | –14.07       | 0       | ±0      |  |
|                        |                                             |              |              |              |         |         |  |
| Total                  | Total                                       | 29,682       |              |              | 1       | ±0      |  |
|                        |                                             |              |              |              |         |         |  |
| Votos válidos          | Votos válidos                               | 29,682       | 79.49        | +7.88        |         |         |  |
| Votos en blanco        | Votos en blanco                             | 5,162        | 13.82        | –6.23        |         |         |  |
| Votos nulos            | Votos nulos                                 | 2,495        | 6.68         | –1.66        |         |         |  |
| Votos emitidos         | Votos emitidos                              | 37,339       | 80.51        | –2.87        |         |         |  |
| Abstenciones           | Abstenciones                                | 9,039        | 19.49        | +2.87        |         |         |  |
| Votantes registrados   | Votantes registrados                        | 46,378       |              |              |         |         |  |
|                        |                                             |              |              |              |         |         |  |
| Fuente:                |                                             |              |              |              |         |         |  |

La Unión
| Partidos y coaliciones                                                                          | Partidos y coaliciones                      | Voto popular | Voto popular | Voto popular | Escaños | Escaños |  |
| Partidos y coaliciones                                                                          | Partidos y coaliciones                      | Votos        | %            | ±pp          | Total   | +/−     |  |
| ----------------------------------------------------------------------------------------------- | ------------------------------------------- | ------------ | ------------ | ------------ | ------- | ------- |  |
|                                                                                                 | Movimiento Regional Arequipa Avancemos (AA) | 2,237        | 41.61        | +32.08       | 2       | +2      |  |
|                                                                                                 | Arequipa Tradición y Futuro (ATF)           | 875          | 16.28        | n/a          | 0       | ±0      |  |
|                                                                                                 | Yo Arequipa (Yo Arequipa)                   | 756          | 14.06        | Nuevo        | 0       | ±0      |  |
|                                                                                                 | Fuerza Arequipeña (FA)                      | 568          | 10.57        | –12.05       | 0       | –1      |  |
|                                                                                                 | Alianza para el Progreso (APP)              | 230          | 4.28         | –10.87       | 0       | –1      |  |
|                                                                                                 | Avanza País (AvP)                           | 164          | 3.05         | Nuevo        | 0       | ±0      |  |
|                                                                                                 | Juntos por el Perú (JP)                     | 153          | 2.85         | Nuevo        | 0       | ±0      |  |
|                                                                                                 | Somos Perú (SP)                             | 127          | 2.36         | +0.77        | 0       | ±0      |  |
|                                                                                                 | Frente de la Esperanza (FE)                 | 120          | 2.23         | Nuevo        | 0       | ±0      |  |
|                                                                                                 | Perú Libre (PL)1                            | 51           | 0.95         | +0.46        | 0       | ±0      |  |
|                                                                                                 | Renovación Popular (RP)                     | 42           | 0.78         | Nuevo        | 0       | ±0      |  |
|                                                                                                 | Movimiento Regional Revalora (R)            | 30           | 0.56         | Nuevo        | 0       | ±0      |  |
|                                                                                                 | Arequipa - Unidos por el Gran Cambio (AUGC) | 23           | 0.43         | –11.30       | 0       | ±0      |  |
|                                                                                                 |                                             |              |              |              |         |         |  |
| Total                                                                                           | Total                                       | 5,376        |              |              | 2       | ±0      |  |
|                                                                                                 |                                             |              |              |              |         |         |  |
| Votos válidos                                                                                   | Votos válidos                               | 5,376        | 70.08        | –0.68        |         |         |  |
| Votos en blanco                                                                                 | Votos en blanco                             | 1,537        | 20.04        | +1.68        |         |         |  |
| Votos nulos                                                                                     | Votos nulos                                 | 758          | 9.88         | –1.00        |         |         |  |
| Votos emitidos                                                                                  | Votos emitidos                              | 7,671        | 65.97        | –3.45        |         |         |  |
| Abstenciones                                                                                    | Abstenciones                                | 3,957        | 34.03        | +3.45        |         |         |  |
| Votantes registrados                                                                            | Votantes registrados                        | 11,628       |              |              |         |         |  |
|                                                                                                 |                                             |              |              |              |         |         |  |
| Fuente:                                                                                         |                                             |              |              |              |         |         |  |
| Notas al pie: 1 Comparado con los resultados de Perú Libertario (PL) en las elecciones de 2018. |                                             |              |              |              |         |         |  |
| Notas al pie:                                                                                   |                                             |              |              |              |         |         |  |
| 1 Comparado con los resultados de Perú Libertario (PL) en las elecciones de 2018.               |                                             |              |              |              |         |         |  |

### Autoridades electas
| Cargo                                           | Autoridad electa | Autoridad electa          | Partido político | Partido político                       |
| ----------------------------------------------- | ---------------- | ------------------------- | ---------------- | -------------------------------------- |
| Gobernador Regional de Arequipa                 |                  | Rohel Sánchez Sánchez     |                  | Yo Arequipa                            |
| Vicegobernadora Regional de Arequipa            |                  | Ana Gutiérrez Valdivia    |                  | Yo Arequipa                            |
| Consejera Regional de Arequipa (por Arequipa)   |                  | Marleny Arminta Valencia  |                  | Yo Arequipa                            |
| Consejero Regional de Arequipa (por Arequipa)   |                  | Miguel Linares Riveros    |                  | Yo Arequipa                            |
| Consejero Regional de Arequipa (por Arequipa)   |                  | César Huamantuma Alarcón  |                  | Arequipa Tradición y Futuro            |
| Consejero Regional de Arequipa (por Arequipa)   |                  | Fernando Cornejo Pacheco  |                  | Movimiento Regional Arequipa Avancemos |
| Consejera Regional de Arequipa (por Camaná)     |                  | Norma Ortega Valdivia     |                  | Yo Arequipa                            |
| Consejero Regional de Arequipa (por Caravelí)   |                  | Alexander Maldonado López |                  | Arequipa Tradición y Futuro            |
| Consejera Regional de Arequipa (por Castilla)   |                  | Natividad Taco Cueva      |                  | Yo Arequipa                            |
| Consejero Regional de Arequipa (por Castilla)   |                  | Antonio Llerena Salas     |                  | Movimiento Regional Arequipa Avancemos |
| Consejero Regional de Arequipa (por Caylloma)   |                  | Óscar Ortiz Ibáñez        |                  | Yo Arequipa                            |
| Consejera Regional de Arequipa (por Caylloma)   |                  | Yesenia Choquehuanca Cruz |                  | Fuerza Arequipeña                      |
| Consejera Regional de Arequipa (por Condesuyos) |                  | Roxana Llamoca Huaihua    |                  | Arequipa Tradición y Futuro            |
| Consejero Regional de Arequipa (por Islay)      |                  | Juan Huanca Morelo        |                  | Yo Arequipa                            |
| Consejero Regional de Arequipa (por La Unión)   |                  | Gregorio Ale Cruz         |                  | Movimiento Regional Arequipa Avancemos |
| Consejera Regional de Arequipa (por La Unión)   |                  | Nila Roncalla Camarga     |                  | Movimiento Regional Arequipa Avancemos |